# Großniedesheim
Großniedesheim település Németországban, Rajna-vidék-Pfalz tartományban. Lakosainak száma 1408 fő (2023. december 31.).

## Népesség
A település népességének változása:
| Lakosok száma | 1100 | 1260 | 1289 | 1351 | 1370 | 1408 |
|               | 1975 | 2017 | 2019 | 2021 | 2022 | 2023 |